# Eublemma muscatensis
Eublemma muscatensis là một loài bướm đêm trong họ Erebidae.